# Bundesverwaltungsgericht (Österreich)

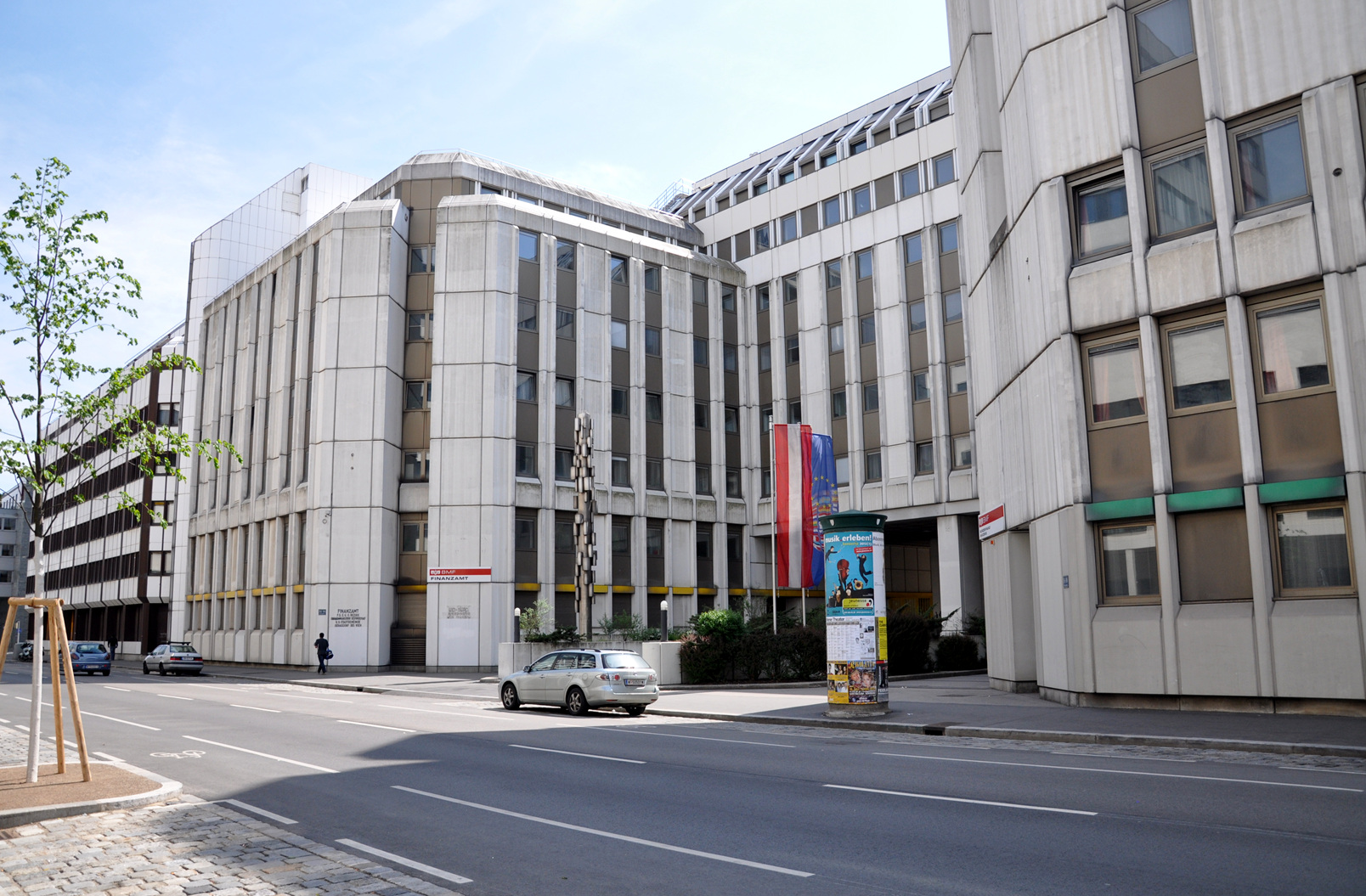
Sitz des Bundesverwaltungsgerichts im Bundesamtsgebäude Erdberg

Das Bundesverwaltungsgericht ist das überwiegend für den Bereich der unmittelbaren Bundesverwaltung zuständige Verwaltungsgericht in Österreich. Seinen Hauptsitz hat es in Wien, im Bundesamtsgebäude Erdberg, Außenstellen befinden sich in Graz, Innsbruck und Linz.

## Geschichte
Als Verwaltungsgericht erster Instanz steht es auf derselben Stufe wie die Landesverwaltungsgerichte und das Bundesfinanzgericht. Es ersetzte den Asylgerichtshof, das Bundesvergabeamt und eine Reihe anderer unabhängiger Bundesbehörden, die im Zuge der Verwaltungsgerichtsbarkeits-Novelle 2012 mit 1. Jänner 2014 aufgelöst wurden.
Bei der Bildung des Bundesverwaltungsgerichts hatten der Asylgerichtshof und das Bundesvergabeamt eine herausragende Stellung, da die hauptberuflichen Mitglieder des Bundesvergabeamtes und die Richter des Asylgerichtshofes das Recht auf Übernahme in das Verwaltungsgericht haben. Auch bei der Besetzung der Leitungsfunktionen kamen bisherige Spitzenfunktionäre zum Zug. Harald Perl, bis 31. Dezember 2013 Präsident des Asylgerichtshofes, wurde zum Präsidenten des Bundesverwaltungsgerichtes bestellt. Er ist am 30. November 2022 wegen Erreichen der Altersgrenze aus dem Bundesverwaltungsgericht ausgeschieden.
Vizepräsident seit Beginn 2014 ist Michael Sachs, bis 31. Dezember 2013 Vorsitzender des Bundesvergabeamtes. Mit der Pensionierung von Perl übernahm Sachs interimistisch die Leitung.
Im Zuge des Verfahrens zur Bestellung eines neuen Präsidenten erstellte die Besetzungskommission einen Dreiervorschlag mit Sabine Matejka an 1. Stelle. Erst nach knapp 14 Monaten Vakanz verlautete am 26. Jänner 2024, dass Christian Filzwieser, der von der Kommission drittgereihte Kandidat, die Leitung übernehmen solle. Als Grund für die lange Dauer des Bestellungsverfahrens wurde bekannt, dass die Bestellung mit der Besetzung eines anderen Spitzenjobs verbunden sei, nämlich jener des ebenfalls vakanten Chefpostens in der Bundeswettbewerbsbehörde. Matejka brachte im Juni 2024 eine Sachverhaltsdarstellung bzw. einen Antrag auf Prüfung der Verletzung des Gleichbehandlungsgebotes bei der Bundes-Gleichbehandlungskommission ein.

Gerichtsbarkeit in Österreich seit 1. Jänner 2014

## Rechtsgrundlagen und äußere Organisation
Die verfassungsrechtliche Grundlage des Bundesverwaltungsgerichts bilden die Art. 129 bis 136 des Bundes-Verfassungsgesetzes (B-VG). Nähere Details seiner Organisation sind im Bundesverwaltungsgerichtsgesetz (BVwGG) geregelt.
Auf das Verfahren vor dem BVwG sind das Allgemeine Verwaltungsverfahrensgesetz (AVG) und das Verwaltungsgerichtsverfahrensgesetz (VwGVG) anwendbar.
Die Grundsätze der äußeren Organisation der Verwaltungsgerichte sind in Art. 134 B-VG enthalten. Demnach besteht das Bundesverwaltungsgericht aus einem Präsidenten, einem Vizepräsidenten und aus weiteren Richtern. Der Präsident, der Vizepräsident und die weiteren Richter werden vom Bundespräsidenten auf Vorschlag der Bundesregierung ernannt. Hinsichtlich der Richter (nicht jedoch des Präsidenten und Vizepräsidenten) hat die Bundesregierung einen Dreiervorschlag des von der Vollversammlung zu bildenden Personalsenats einzuholen. Durch diese Selbstergänzung soll die richterliche Unabhängigkeit gestärkt werden. Für die Bestellung des Präsidenten und des Vizepräsidenten sieht § 2 Abs. 3 des Bundesverwaltungsgerichtsgesetzes die Beurteilung der Bewerbungen durch eine Kommission vor.
Die Rechtsprechungstätigkeit nimmt das Bundesverwaltungsgericht im Regelfall (Art. 135 Abs. 1 erster Satz B-VG) durch Einzelrichter wahr. Die Materiengesetze können Entscheidungen durch Senate aus Berufsrichtern oder mit Laienbeteiligung vorsehen. Diese fachkundigen Laien werden vom Bundeskanzler nach § 12 des Bundesverwaltungsgerichtsgesetzes für eine Funktionsperiode von sechs Jahren bestellt und üben ihr Amt nebenberuflich aus. Sie haben im jeweiligen Verfahren dieselbe Stellung wie die Berufsrichter.

## Zuständigkeiten und Instanzenzug
Die Verwaltungsgerichte entscheiden gemäß Art. 130 B-VG insbesondere über
- Beschwerden wegen Rechtswidrigkeit gegen den Bescheid einer Verwaltungsbehörde (Bescheidbeschwerde) und wegen Verletzung der Entscheidungspflicht einer Verwaltungsbehörde, also wenn die Verwaltungsbehörde einen Bescheid nicht in der gesetzlichen Frist erlassen hat (Säumnisbeschwerde) und
- Beschwerden wegen rechtswidriger Ausübung unmittelbarer verwaltungsbehördlicher Befehls- und Zwangsgewalt (Maßnahmenbeschwerde).

Mit der Schaffung der zweistufigen Verwaltungsgerichtsbarkeit wurde der administrative Instanzenzug, also das Recht, gegen einen Bescheid einer Verwaltungsbehörde Berufung bei der jeweils übergeordneten Behörde einzulegen, grundsätzlich abgeschafft. Nur in einigen Bundesländern bestehen für Angelegenheiten des eigenen Wirkungsbereichs der Gemeinden Ausnahmen.
Neben den oben angesprochenen Zuständigkeiten kann den Verwaltungsgerichten durch Gesetz die Entscheidung
- über Beschwerden wegen Rechtswidrigkeit anderer Akte der Hoheitsverwaltung, als Bescheiden und Akten unmittelbarer Befehls- und Zwangsgewalt,
- über Beschwerden wegen Verletzung der vergaberechtlichen Vorschriften, insbesondere des Bundesvergabegesetzes,
- über Streitigkeiten in dienstrechtlichen Angelegenheiten der öffentlich Bediensteten

übertragen werden.
Die Zuständigkeitsabgrenzung zwischen dem Bundesverwaltungsgericht und den anderen Verwaltungsgerichten trifft Art. 131 B-VG. Das Bundesverwaltungsgericht ist grundsätzlich zuständig für alle Aufgaben der Bundesverwaltung, die unmittelbar von Bundesbehörden vollzogen werden und nicht die öffentlichen Abgaben betreffen. Somit fallen die Geschäfte der mittelbaren Bundesverwaltung und der Sicherheitsverwaltung nicht in den Zuständigkeitsbereich des Bundesverwaltungsgerichts. Die Zuständigkeit der Bundesverwaltungsgerichts ist jedoch durch die Bundesverfassung nicht abschließend geregelt, da die Zuständigkeiten gemäß Art. 131 Abs. 4 B-VG durch Gesetz auch abweichend geregelt werden können.  Solche Gesetze können vom Bund nur mit Zustimmung der Länder und von den Ländern nur mit Zustimmung der Bundesregierung erlassen werden.
Gegen die Entscheidungen des Bundesverwaltungsgerichts (Erkenntnisse und Beschlüsse) stehen die Rechtsmittel der ordentlichen bzw. außerordentlichen Revision an den  Verwaltungsgerichtshof und der Beschwerde an den Verfassungsgerichtshof offen. Gemäß Art. 133 Abs. 4 B-VG ist die Revision zulässig, wenn sie von der Lösung einer Rechtsfrage abhängt, der grundsätzliche Bedeutung zukommt, insbesondere weil
- das Erkenntnis von der Rechtsprechung des Verwaltungsgerichtshofes abweicht,
- eine solche Rechtsprechung fehlt oder
- die zu lösende Rechtsfrage in der bisherigen Rechtsprechung des Verwaltungsgerichtshofes nicht einheitlich beantwortet wird.

Spricht das Verwaltungsgericht aus, dass die Revision zulässig ist, so kann ordentliche Revision an den Verwaltungsgerichtshof erhoben werden. Spricht das Verwaltungsgericht aus, dass die Revision nicht zulässig ist, so kann außerordentliche Revision an den Verwaltungsgerichtshof erhoben werden. In dieser außerordentlichen Revision muss der Revisionswerber zuerst dartun, warum seiner Meinung nach die Voraussetzungen des Art. 133 Abs. 4 B-VG (im Gegensatz zur Meinung des Verwaltungsgerichts) tatsächlich vorliegen.
Durch Art. 133 Abs. 4 B-VG wird klargestellt, dass dem Verwaltungsgerichtshof hauptsächlich die Aufgabe der Wahrung der Einheitlichkeit der Rechtsprechung zukommt.
Darüber hinaus besteht die Möglichkeit, gegen Entscheidungen des Bundesverwaltungsgerichts beim  Verfassungsgerichtshof Beschwerde nach Art. 144 B-VG wegen Verletzung verfassungsmäßig gewährleisteter Rechte oder wegen Rechtsverletzung durch die Anwendung gesetz- bzw. verfassungswidriger genereller Normen zu erheben.